# Susan Ee
Susan Ee és una escriptora estatunidenca de fantasia i literatura juvenil i directora i guionista de cinema, autora de les sagues literàries «Penryn i la fi dels temps» i «Històries de Mitjanit», a més d'altres relats.
Va debutar el 2012 amb el primer llibre de la trilogia «Penryn i la fi dels temps», una fantasia postapocalíptica amb la qual va ser finalista dels Premis Cybils i es va situar al top 5 d'obres més venudes d'Amazon als Estats Units i al Regne Unit. La productora Good Universe i Sam Raimi van adquirir-ne els drets per fer-ne una adaptació cinematogràfica. Els seus llibres han estat best-sellers internacionals que s'han traduït a 26 idiomes, entre ells el català (la trilogia de Penryr ha estat traduïda per l'editorial Obscura, que també preveu traduir la saga de Mitjanit).
Ee també ha dirigit i produït diversos curtmetratges cinematogràfics.

## Obra literària
Trilogia «Penryr i la fi dels temps»
- Àngels caiguts (Angelfall, 2012)
- El món de l'endemà (World After, 2013)
- La fi dels temps (End of Days, 2015)

Saga «Històries de Mitjanit»
- Cinder i el Príncep de Mitjanit (Cinder & the Prince of Midnight)
- Ruby & the Huntsman of Midnight